# GIFT ～赤～
《GIFT ～赤～》為日本男偶像團體關西傑尼斯8的第12張單曲，也是3日連續發行的第2波。

## 概要
- 日本CD史上首次3天連續發行的新單曲「GIFT 〜白〜」「GIFT 〜赤〜」「GIFT 〜綠〜」。
- 跟上一張單曲相隔短短2個月，是關8自出道以來單曲發行間隔最短的一次。
- 3張CD的設計皆由安田章大包辦。
- 連同12月23日發行的「GIFT 〜白〜」及12月25日發行的「GIFT 〜綠〜」分別拿下2010年1月4日的單周榜1~3名，這也是日本音樂史上的頭一遭。

## 收錄歌曲
1. I wish 
  - 作詞・作曲：サイトウヨシヒロ／編曲：古川貴浩
2. マイナス100度の恋 
  - 作詞・作曲：コダマックス／編曲：大西省吾・コダマックス